# 岡山市立高島中学校
岡山市立高島中学校（おかやましりつたかしまちゅうがっこう）は、岡山県岡山市中区にある公立中学校。

## 沿革
- 1981年（昭和56年） 岡山市立竜操中学校の高島小学校区・岡山市立操山中学校の旭竜小学校区を分離、開校。校舎完成が同年7月であったため、開校から1学期間は竜操中学校で授業を行っていた。

## 部活動
- ソフトテニス部
- バスケットボール部
- バレーボール部
- サッカー部
- 剣道部
- 野球部
- 卓球部
- バドミントン部
- 吹奏楽部
- 美術部
- 科学部
- 放送部

## その他
- 本校は昭和52年に分離する前の高島小学校区が学区のほとんどを占めるため、全員が徒歩通学である。

## 通学区域が隣接している学校
- 岡山市立操山中学校
- 岡山市立竜操中学校
- 岡山市立岡北中学校